# José Manuel Fernández de Labastida
José Manuel Fernández de Labastida y del Olmo, (Madrid el 10 de marzo de 1958) es un físico español. En 2024 ingresó en la Real Academia Gallega de Ciencias . 

## Trayectoria
Licenciado en Física por la Universidad Autónoma de Madrid y doctor por la Universidad Estatal de Nueva York. Es catedrático de Física Teórica de la Universidad de Santiago de Compostela. Ha trabajado en teoría cuántica de campos, teoría de cuerdas, teoría de nudos y teorías topológicas cuánticas de campos. Colaboró con el Instituto de Estudios Avanzados ( Princeton ) y el CERN (Laboratorio Europeo de Física de Partículas). 
Fue vicepresidente de Investigaciones Científicas y Técnicas del Consejo Superior de Investigaciones Científicas, Secretario General de Política Científica y Tecnológica y director general de Investigación y Gestión del Sistema Nacional de I+D+i Plan en el Ministerio de Ciencia e Innovación.  Fue director de la División Científica del Consejo Europeo de Investigación (ERC).  Desde 2021 es jefe de la Unidad de Apoyo del Consejo Científico del ERC. 
Es autor de numerosas publicaciones en revistas especializadas y libros colectivos.  

## Premios
- 2008 : Premio de Física de la Real Sociedad Española de Física-Fundación BBVA. [8]